# Salix raupii
Salix raupii — вид квіткових рослин із родини вербових (Salicaceae).

## Морфологічна характеристика
Це рослина 1.2–1.8 метра заввишки, не клонова. Стебла прямовисні. Гілки сіро-бурі, голі; гілочки жовто-коричневі, голі. Листки на ніжках 5–9 мм; найбільша листкова пластина вузько-еліптична, 32–58 × 12–19 мм; краї злегка закручені, цільні; верхівка від гострої до загостреної; абаксіальна (низ) поверхня гола; адаксіальна поверхня злегка блискуча, гола; молода пластинка гола. Сережки: тичинкові 17.5–42 × 5–13 мм, маточкові 20–40 × 6–12 мм. Коробочка 4.4–8 мм. Цвітіння: кінець червня.

## Середовище проживання
Канада (Юкон, Північно-Західні території, Британська Колумбія, Альберта). Населяє зарості у вологих відкритих лісах, гравійні заплави; 800–1500 метрів.